# Golf von Corcovado
Der Golf von Corcovado befindet sich zwischen der chilenischen Insel Chiloé und dem chilenischen Festland.

## Lage

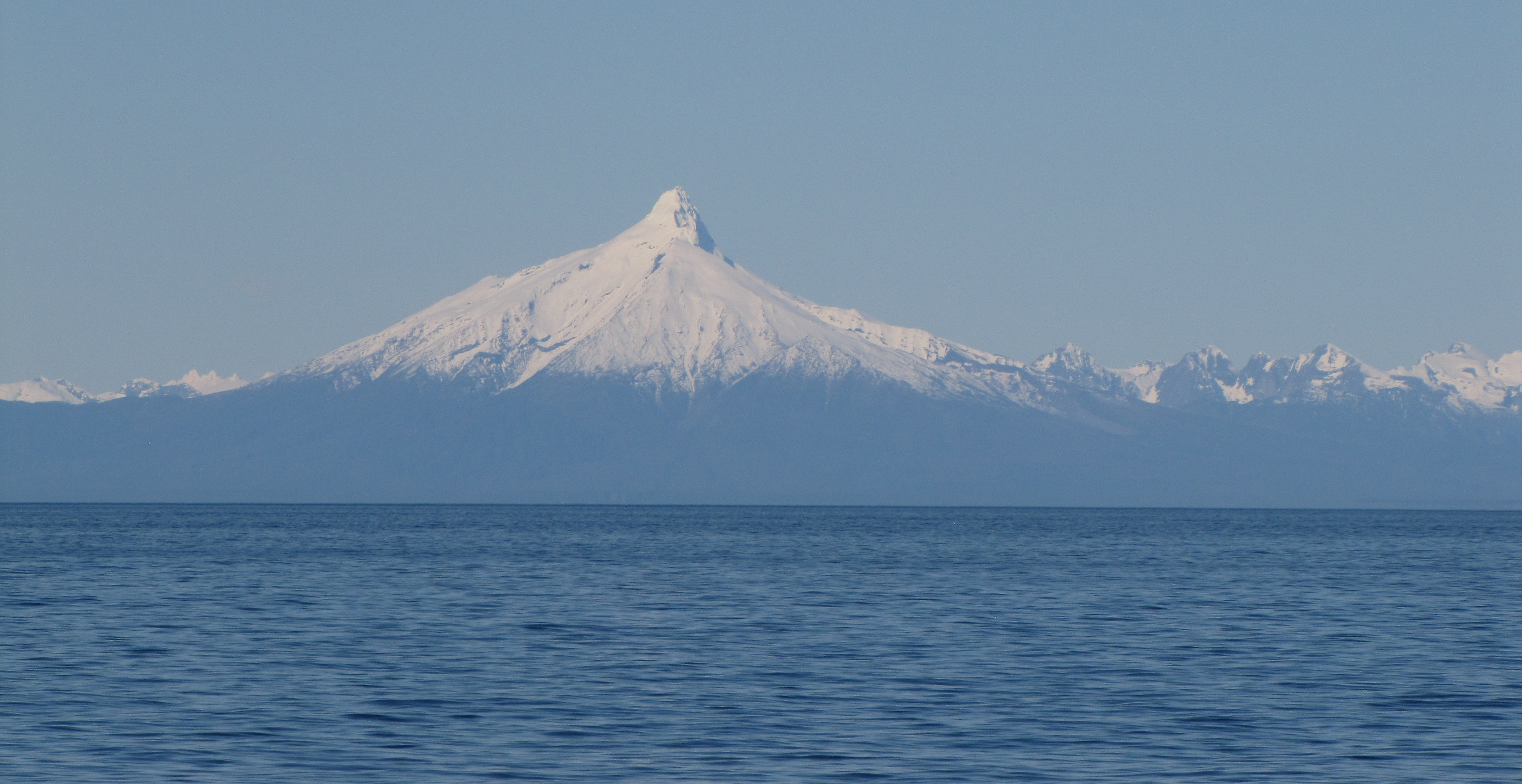
Blick auf den Vulkan Corcovado über den gleichnamigen Golf

Östlich des Kanals befindet sich die chilenische Región de los Lagos. Außerdem liegt dort der Vulkan Corcovado, der dem Golf seinen Namen gab.
Westlich des Golfs von Corcovado befindet sich die Isla Grande de Chiloe, eine beliebte Touristenattraktion. Am Golf von Corcovado liegt der Hauptort der Insel, Castro.
Im Norden grenzt der Golf von Ancud an den Golf von Corcovado.
Im Süden schließt sich der Moraleda-Kanal an, der den Chonos-Archipel vom chilenischen Festland trennt.

## Lachsmast
Seit den 1980er-Jahren wird der Golf von Corcovado für die Mast von Lachs und Muscheln genutzt, sodass heute rund 90 % der chilenischen Lachse und Muscheln aus dem Golf von Corcovado stammen. Damit hat die Region maßgeblichen Anteil daran, dass Chile nach Norwegen zum weltweit größten Lachsproduzenten aufgestiegen ist.

## Wale
Die Chiloe-Corcovado-Region ist bekannt für ihren Artenreichtum, besonders hervorzuheben sind allerdings die Walpopulationen der Gewässer. Bereits vor 100 Jahren wurden Blauwale im Golf von Corcovado gesichtet, aber erst durch eine erneute Sichtung im Jahr 2003 wurde die Population wiederentdeckt. Das Leben der Blauwale ist heute immer mehr in Gefahr, da durch die Aquakulturen im Golf Schlamm aus Exkrementen und Nahrungsresten der Lachse entsteht und den Sauerstoffgehalt des Wassers senkt. Außerdem stellt die Verschmutzung des Golfs durch Antibiotika ein wachsendes Problem dar, da Chile für die Lachsmast bedeutend mehr Antibiotika verwendet als beispielsweise Norwegen. Forscher gehen davon aus, dass Antibiotika negative Auswirkungen auf die Fortpflanzung der Blauwale haben, da ein ähnlicher Zusammenhang bereits bei Pottwalen beobachtet werden konnte. Eine weitere Belastung für die Wale ist der zunehmende Schiffsverkehr in der Region, der die akustische Ortung der Tiere erschwert.
Umweltorganisation wie WWF Chile versuchen der Entwicklung entgegenzuwirken.